# Clavaria tuberculospora
Clavaria tuberculospora är en svampart som beskrevs av R.H. Petersen 1988. Clavaria tuberculospora ingår i släktet Clavaria och familjen fingersvampar
.   Inga underarter finns listade i Catalogue of Life.